# Bahnstrecke Staňkov–Poběžovice
| Kursbuchstrecke (SŽ): | 182                  |                                      |                                      |
| Streckenlänge: | 21,178 km            |                                      |                                      |
| Spurweite: | 1435 mm (Normalspur) |                                      |                                      |
| Streckenklasse: | C3                   |                                      |                                      |
| Maximale Neigung: | 11,4 ‰               |                                      |                                      |
| Streckengeschwindigkeit: | 60 km/h              |                                      |                                      |
| |                      |                                      |                                      |
| \| \| \| von Praha-Smíchov (vorm. BWB) \| \| \| \| \| Staňkov \| 375 m \| \| \| 0,175 \| odb. Vránov \| odb. Vránov \| \| \| \| nach Furth im Wald (vorm. BWB) \| \| \| \| 2,241 \| Křenovy \| 370 m \| \| \| ~3,10 \| ehem. Protektoratsgrenze (1938–1945) \| ehem. Protektoratsgrenze (1938–1945) \| \| \| 4,286 \| Semošice-Peřina \| 370 m \| \| \| 5,548 \| Semošice \| 370 m \| \| \| 9,361 \| Horšovský Týn früher Bischofteinitz \| 380 m \| \| \| 12,361 \| Mašovice \| 390 m \| \| \| 14,363 \| Meclov \| 405 m \| \| \| 16,363 \| Ohnišťovice \| 405 m \| \| \| 17,783 \| Zámělíč \| 415 m \| \| \| \| von Domažlice (vorm. LB Taus–Tachau) \| \| \| \| 21,353 \| Poběžovice früher Ronsperg \| 430 m \| \| \| \| nach Tachov (vorm. LB Taus–Tachau) \| \| |                      |                                      |                                      |
| Strecke |                      | von Praha-Smíchov (vorm. BWB)        | von Praha-Smíchov (vorm. BWB)        |
| Bahnhof |                      | Staňkov                              | 375 m                                |
| Blockstelle | 0,175                | odb. Vránov                          | odb. Vránov                          |
| Abzweig geradeaus und nach links |                      | nach Furth im Wald (vorm. BWB)       | nach Furth im Wald (vorm. BWB)       |
| Haltepunkt / Haltestelle | 2,241                | Křenovy                              | 370 m                                |
| Grenze | ~3,10                | ehem. Protektoratsgrenze (1938–1945) | ehem. Protektoratsgrenze (1938–1945) |
| Haltepunkt / Haltestelle | 4,286                | Semošice-Peřina                      | 370 m                                |
| Haltepunkt / Haltestelle | 5,548                | Semošice                             | 370 m                                |
| Bahnhof | 9,361                | Horšovský Týn früher Bischofteinitz  | 380 m                                |
| Haltepunkt / Haltestelle | 12,361               | Mašovice                             | 390 m                                |
| Bahnhof | 14,363               | Meclov                               | 405 m                                |
| Haltepunkt / Haltestelle | 16,363               | Ohnišťovice                          | 405 m                                |
| Haltepunkt / Haltestelle | 17,783               | Zámělíč                              | 415 m                                |
| Abzweig geradeaus und von links |                      | von Domažlice (vorm. LB Taus–Tachau) | von Domažlice (vorm. LB Taus–Tachau) |
| Bahnhof | 21,353               | Poběžovice früher Ronsperg           | 430 m                                |
| Strecke |                      | nach Tachov (vorm. LB Taus–Tachau)   | nach Tachov (vorm. LB Taus–Tachau)   |

Die Bahnstrecke Staňkov–Poběžovice ist eine regionale Eisenbahnverbindung in Tschechien, die ursprünglich als landesgarantierte Lokalbahn Stankau–Bischofteinitz–Ronsperg (tschech. Místní dráha Staňkov–Horšovský Týn–Ronšperk) erbaut und betrieben wurde. Die Strecke zweigt in Staňkov (Stankau) von der Bahnstrecke Plzeň–Furth im Wald ab und führt in Westböhmen nach Poběžovice (Ronsperg), wo sie in die Bahnstrecke Domažlice–Tachov einmündet.
Nach einem Erlass der tschechischen Regierung ist die Strecke seit dem 20. Dezember 1995 als regionale Bahn („regionální dráha“) klassifiziert.

## Geschichte
Am 29. Dezember 1898 erhielt „Karl Fürst Trauttmansdorf-Weinsberg im Vereine mit dem Bezirksobmanne Josef Angelis in Bischof-Teinitz die erbetene Concession zum Baue und Betriebe einer als normalspurige Localeisenbahn auszuführenden Locomotiveisenbahn von der Station Stankau der Staatsbahnlinie Pilsen–Furth i. W. über Bischof-Teinitz nach Ronsperg“ erteilt. Das Aktienkapital der Gesellschaft betrug insgesamt 678.000 Kronen. Der Sitz der Gesellschaft war in Prag.
Am 6. August 1900 wurde die Strecke eröffnet. Den Betrieb führten die k.k. Staatsbahnen (kkStB) im Auftrag der Lokalbahn Stankau–Bischofteinitz–Ronsperg aus. Nach dem Ersten Weltkrieg traten an Stelle der kkStB die neu gegründeten Tschechoslowakischen Staatsbahnen (ČSD).
Am 1. Januar 1925 wurde die Lokalbahn Stankau–Bischofteinitz–Ronsperg per Gesetz verstaatlicht und die Strecke wurde ins Netz der ČSD integriert.

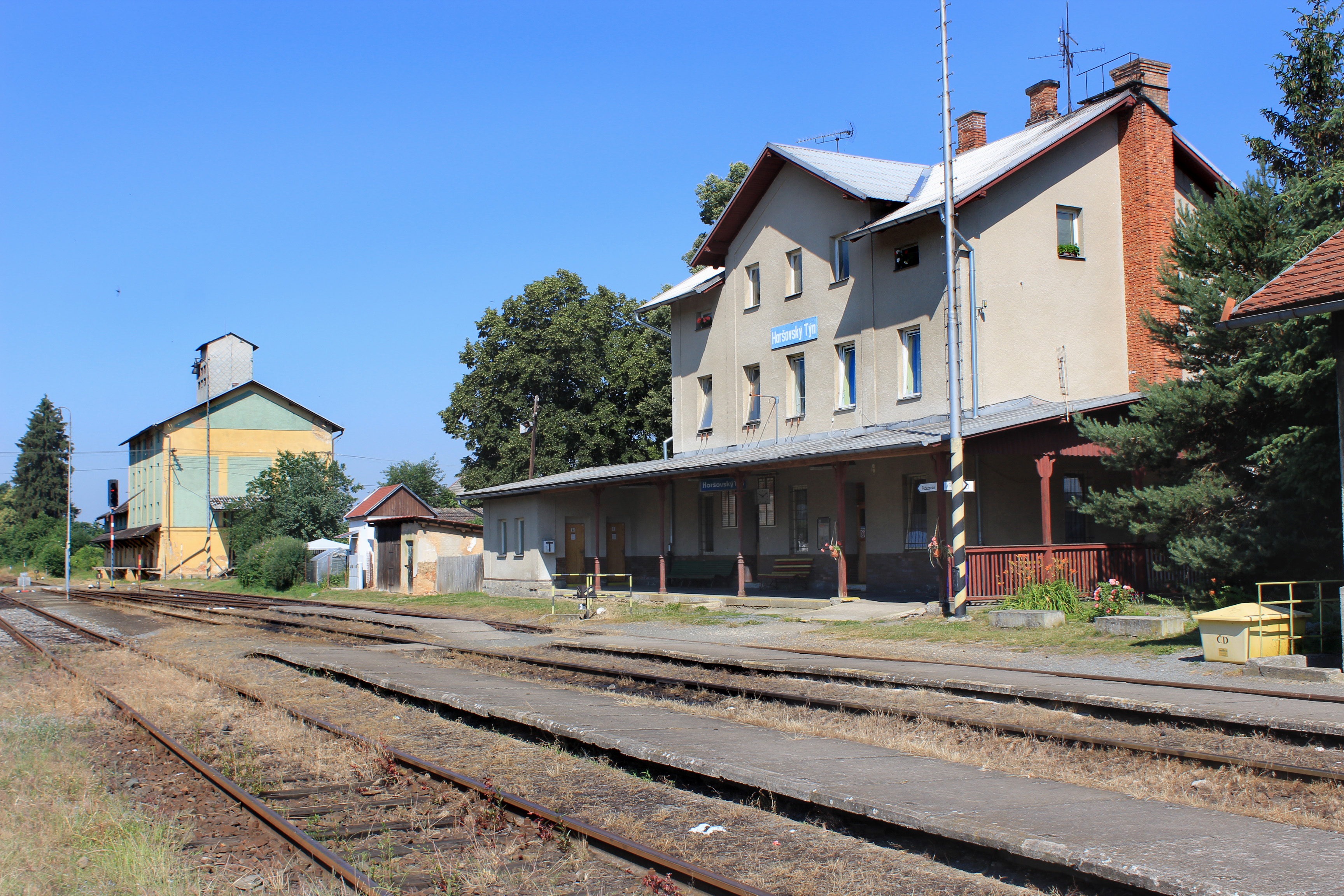
Bahnhof Horšovský Týn (2015)

Nach der Angliederung des Sudetenlandes an Deutschland zum 1. Oktober 1938 durchschnitt die neue Staatsgrenze die Strecke zwischen Křenovy und Semošice. Der Abschnitt Semošice–Poběžovice (Semeschitz–Ronsperg) gehörte fortan zum Netz der Deutschen Reichsbahn, Reichsbahndirektion Regensburg. Im Reichskursbuch vom Sommer 1939 war die Verbindung als Teil der Kursbuchstrecke 422p Plan (b Marienbad)–Haid (b Tachau)–Ronsperg–Bischofteinitz mit sieben Personenzugpaaren enthalten. Zwischen Stankau und Bischofteinitz war zunächst kein Zugverkehr möglich.
Am 1. Januar 1993 ging die Strecke im Zuge der Auflösung der Tschechoslowakei an die neu gegründeten České dráhy (ČD) über. Seit 2003 gehört sie zum Netz des staatlichen Infrastrukturbetreibers Správa železniční dopravní cesty (SŽDC), heute: Správa železnic.

## Verkehr
2022 verkehren täglich Personenzüge auf der Gesamtstrecke Staňkov–Poběžovice. An Samstagen, Sonn- und Feiertagen verkehren die Züge über die Strecke Plzeň–Furth im Wald durchgängig bis Holýšov.

## Lokomotiven
Auf Rechnung der Lokalbahn Stankau–Bischofteinitz–Ronsperg erwarb die kkStB zwei Lokomotiven der Reihe 97. Die Lokomotiven besaßen die Betriebsnummern 97.186 und 97.187.